# Tropidophorus
Genre
Tropidophorus est un genre de sauriens de la famille des Scincidae.

## Répartition
Les espèces de ce genre se rencontrent en Asie du Sud-Est, dans le sud de la Chine et dans l'Ouest de Asie du Sud.

## Liste des espèces
Selon The Reptile Database (18 décembre 2012) :
- Tropidophorus assamensis Annandale, 1912
- Tropidophorus baconi Hikida, Riyanto & Ota, 2003
- Tropidophorus baviensis Bourret, 1939
- Tropidophorus beccarii Peters, 1871
- Tropidophorus berdmorei (Blyth, 1853)
- Tropidophorus boehmei Nguyen, Nguyen, Schmitz, Orlov & Ziegler, 2010
- Tropidophorus brookei (Gray, 1845)
- Tropidophorus cocincinensis Duméril & Bibron, 1839
- Tropidophorus davaoensis Bacon, 1980
- Tropidophorus grayi Günther, 1861
- Tropidophorus guangxiensis Wen, 1992
- Tropidophorus hainanus Smith, 1923
- Tropidophorus hangnam Chuaynkern, Nabhitabhata, Inthara, Kamsook & Somsri, 2005
- Tropidophorus iniquus Lidth De Jeude, 1905
- Tropidophorus laotus Smith, 1923
- Tropidophorus latiscutatus Hikida, Orlov, Nabhitabhata & Ota, 2002
- Tropidophorus matsuii Hikida, Orlov, Nabhitabhata & Ota, 2002
- Tropidophorus microlepis Günther, 1861
- Tropidophorus micropus Lidth De Jeude, 1905
- Tropidophorus misaminius Stejneger, 1908
- Tropidophorus mocquardii Boulenger, 1894
- Tropidophorus murphyi Hikida, Orlov, Nabhitabhata & Ota, 2002
- Tropidophorus noggei Ziegler, Thanh & Thanh, 2005
- Tropidophorus partelloi Stejneger, 1910
- Tropidophorus perplexus Barbour, 1921
- Tropidophorus robinsoni Smith, 1919
- Tropidophorus sebi Min Pui, Karin, Bauer & Das, 2017
- Tropidophorus sinicus Boettger, 1886
- Tropidophorus thai Smith, 1919

## Publication originale
- Duméril & Bibron, 1839 : Erpétologie Générale ou Histoire Naturelle Complète des Reptiles. vol. 5, Roret/Fain et Thunot, Paris, p. 1-871 (texte intégral).